# Avrora, Rozdolne
Avrora (în ucraineană Аврора) este un sat în comuna Sloveanske din raionul Rozdolne, Republica Autonomă Crimeea, Ucraina.

## Demografie
Componența lingvistică a localității Avrora
     Rusă (56,08%)
     Ucraineană (27,79%)
     Tătară crimeeană (16,13%)
Conform recensământului din 2001, majoritatea populației localității Avrora era vorbitoare de rusă (56,08%), existând în minoritate și vorbitori de ucraineană (27,79%) și tătară crimeeană (16,13%).